# Gratia (Teleorman)
Gratia é uma comuna romena localizada no distrito de Teleorman, na região de Muntênia. A comuna possui uma área de 36.46 km² e sua população era de 2888 habitantes segundo o censo de 2007.